# 2019년 KIA 타이거즈 시즌
2019년 KIA 타이거즈 시즌은 KIA 타이거즈의 38번째 시즌이자 박흥식 감독대행 5월 17일부터 대전 한화전부터 팀 지휘봉잡는다. 주장은 내야수 안치홍이 맡았다.
팀은 7위에 그쳐 포스트시즌 진출에 실패했다.

## 타이틀
- 프리미어 12 은메달: 김종국(코치), 문경찬, 양현종
- 플레이어스 초이스 어워드 올해의 투수상: 양현종
- 플레이어스 초이스 어워드 스타플레이어상: 양현종
- 일구대상: 양현종
- 조아제약 프로야구대상 기량발전상: 문경찬
- 스포츠서울 올해의 기록상: 양현종
- 스포츠서울 올해의 코치상: 박흥식
- 한은회 최고의 신인상: 이창진
- 동아스포츠대상 프로야구 올해의 선수: 양현종
- ADT캡스 수비상: 양현종 (투수), 박찬호 (유격수)
- 웰컴톱랭킹 5월 투수 1위: 양현종
- 웰컴톱랭킹 8월 투수 1위: 양현종
- 한국갤럽 선정 한국인이 가장 좋아하는 국내 프로야구팀: KIA 타이거즈
- 스포츠조선 선정 타이거즈 레전드 올스타: 선동열 (투수), 장채근 (포수), 김성한 (1루수), 홍현우 (2루수), 이종범 (유격수), 한대화 (3루수), 장성호 (외야수), 이순철 (외야수), 김종모 (외야수), 김봉연 (지명타자)
- 스타뉴스 선정 2010년대 포지션별 베스트10: 양현종 (투수), 최형우 (외야수 1위)
- 올스타전 추천선수: 문경찬, 하준영, 한승택, 박찬호
- 올스타전 우수투수상: 하준영
- 컴투스프로야구 레전드 카드: 선동열
- 컴투스프로야구 KBO 베스트 라인업: 양현종 (2선발)
- 컴투스프로야구 KIA 타이거즈 베스트 라인업: 양현종 (2선발)
- 컴투스프로야구2022 타이틀홀더 라인업: 양현종 (선발투수)
- 컴투스프로야구 2010년대 KIA 타이거즈 라인업: 양현종 (선발투수), 박준표 (중계투수), 전상현 (중계투수), 문경찬 (마무리투수)
- 도루: 박찬호 (39)
- 볼넷: 최형우 (85)
- 완투: 양현종 (2)
- 완봉: 양현종 (2)
- 평균자책점: 양현종 (2.29)
- BB/K: 김선빈 (1.65)

### 퓨처스리그
- 아시아 윈터 베이스볼 리그 국가대표: 김승범
- 플레이어스 초이스 어워드 퓨처스리그 우수선수상: 강이준
- 퓨처스 올스타: 강이준, 장지수, 오정환, 오선우

## 선수단
- 선발투수: 양현종, 윌랜드, 김기훈, 차명진, 터너, 임기영, 박진태, 홍건희, 강이준
- 구원투수: 전상현, 박준표, 임기준, 고영창, 황인준, 하준영, 이민우, 유승철, 박정수, 장지수, 이준영, 김세현, 양승철
- 마무리투수: 문경찬, 김윤동, 김승범
- 포수: 백용환, 한승택, 한준수, 신범수, 이정훈, 김민식
- 1루수: 유민상, 김주찬, 류승현, 황대인
- 2루수: 안치홍, 황윤호, 최정용, 홍재호, 오정환
- 유격수: 김선빈
- 3루수: 박찬호, 윤해진, 고장혁, 최원준
- 좌익수: 유재신, 문선재, 이우성
- 중견수: 이창진, 해즐베이커, 최정민
- 우익수: 이명기, 터커, 이인행, 이진영, 박준태, 오선우
- 지명타자: 최형우, 이범호, 나지완

## 시범 경기
| 순위 | 구단 | 승 | 패 | 무 | 승률  | 승차 |
| ---- | ---- | -- | -- | -- | ----- | ---- |
| 1위  | SK   | 5  | 2  | 1  | 0.714 | -    |
| 2위  | 한화 | 5  | 3  | 0  | 0.625 | 0.5  |
| 2위  | 키움 | 5  | 3  | 0  | 0.625 | 0.5  |
| 4위  | KIA  | 3  | 2  | 2  | 0.600 | 1.0  |
| 4위  | LG   | 3  | 2  | 1  | 0.600 | 1.0  |
| 6위  | NC   | 4  | 3  | 1  | 0.571 | 1.0  |
| 7위  | 롯데 | 4  | 4  | 0  | 0.500 | 1.5  |
| 8위  | 두산 | 3  | 4  | 0  | 0.429 | 2.0  |
| 9위  | 삼성 | 2  | 6  | 0  | 0.250 | 3.5  |
| 10위 | kt   | 0  | 5  | 1  | 0.000 | 4.0  |

## 정규 시즌

### 최종 순위
| 순위 | 구단          | 경기수 | 승 | 무 | 패 | 승률  | 승차 |
| ---- | ------------- | ------ | -- | -- | -- | ----- | ---- |
| 1    | 두산 베어스   | 144    | 88 | 1  | 55 | 0.615 | -    |
| 2    | SK 와이번스   | 144    | 88 | 1  | 55 | 0.615 |      |
| 3    | 키움 히어로즈 | 144    | 86 | 1  | 57 | 0.601 | 2.0  |
| 4    | LG 트윈스     | 144    | 79 | 1  | 64 | 0.552 | 9.0  |
| 5    | NC 다이노스   | 144    | 73 | 2  | 69 | 0.514 | 14.5 |
| 6    | kt 위즈       | 144    | 71 | 2  | 71 | 0.500 | 16.5 |
| 7    | KIA 타이거즈  | 144    | 62 | 2  | 80 | 0.437 | 25.5 |
| 8    | 삼성 라이온즈 | 144    | 60 | 1  | 83 | 0.420 | 28.0 |
| 9    | 한화 이글스   | 144    | 58 | 0  | 86 | 0.403 | 30.5 |
| 10   | 롯데 자이언츠 | 144    | 48 | 3  | 93 | 0.340 | 39.0 |

### 상대별 승패표
- (승-무-패)

| 상대 | 두산   | SK    | 키움   | LG     | NC    | kt     | 삼성  | 한화   | 롯데  | 합계    |
| ---- | ------ | ----- | ------ | ------ | ----- | ------ | ----- | ------ | ----- | ------- |
| KIA  | 3-0-13 | 8-1-7 | 5-1-10 | 6-0-10 | 7-0-9 | 4-0-12 | 8-0-8 | 12-0-4 | 9-0-7 | 62-2-80 |

## 여담
- 2군 홈구장인 기아 챌린저스 필드에 신규 2군 구장을 건립했다.
- 이명기는 8월 3일 KBO 리그 사상 최초의 송별식을 치르고 NC 다이노스로 이적했다.
- 홍건희는 KBO 리그에서 가장 낮은 컴프야 포인트를 기록했다.
- 터너는 실책으로 총 20명의 주자를 내보내 2013년 이후 KBO 리그에서 단일 시즌동안 가장 많은 주자를 실책으로 내보낸 투수가 되었다.
- 터너는 3루 도루를 7번 허용해 2013년 이후 KBO 리그 역대 단일 시즌 최다 기록을 세웠다.
- 김선빈은 상대 투수 헛스윙 스트라이크 허용 비율 2.1%로 2013년 이후 규정 타석 충족 타자 중 단일 시즌 최저 기록을 세웠다.
- 이 시즌은 KBO리그 사상 24번째로 규정 이닝 충족 투수 전원이 양수 WAR을 기록한 시즌이다. 이 중 가장 WAR이 낮았던 터너는 WAR 0.38을 기록했다.
- 김주형은 이 시즌을 끝으로 은퇴하여 해태 타이거즈 시절을 제외하면 구단 사상 통산 최저 WAR(-2.90) 기록을 세웠다.
- 김기훈은 이 시즌까지 통산 3루 도루 3개를 허용하여 KBO 리그 역대 10대 투수 최다 기록을 세웠다.
- 헤즐베이커는 이 시즌을 끝으로 KBO 리그를 떠나 KBO 리그 외국인 중견수 통산 최저 WAR(0.03) 기록을 세웠다.